# USS Wasp (LHD-1)
USS Wasp (LHD-1)  to pierwsza jednostka z serii uniwersalnych okrętów desantowych typu Wasp. Jest dziesiątym okrętem w historii US Navy noszącym nazwę Wasp (osa). Jego portem macierzystym jest Norfolk.

## Historia
Budowa USS "Wasp" została autoryzowana w budżecie na rok 1984. Stępkę pod budowę okrętu położono 30 maja 1985 w stoczni Ingalls Shipbuilding w Pascagoula w stanie Missisipi. Wodowanie miało miejsce 4 sierpnia 1987. Okręt został oddany do służby 29 lipca 1989.

## Opis
Okręt został zaprojektowany do wsparcia operacji desantowych przeprowadzanych przez marines. W tym celu został przystosowany do przenoszenia nowych poduszkowców typu LCAC umożliwiających szybki transport wojska na atakowane pozycje. Do wsparcia ogniowego atakujących żołnierzy przewidziano samoloty AV-8B Harrier II. Okręt może przyjmować na pokład także śmigłowce transportowe, pojazdy i środki desantowe.

### Ładunek desantowy
Okręt może zabierać w zależności od konfiguracji następujący ładunek desantowy:
- 1800 żołnierzy
- 12 barek desantowych
- 3 poduszkowce desantowe LCAC
- 5 czołgów M1 Abrams
- 25 pojazdów LAV-25
- 8 haubic M198
- 65 ciężarówek

## Służba
W czerwcu 2024 roku brał udział w ćwiczeniach BALTOPS na Bałtyku.